# 336-та піхотна дивізія (Третій Рейх)
336-та піхотна дивізія (Третій Рейх) (нім. 336. Infanterie-Division) — піхотна дивізія Вермахту за часів Другої світової війни. Дивізія 14-ї хвилі мобілізації Сухопутних військ Третього Рейху брала участь у битвах на Східному фронті. Розгромлена в Криму весною 1944 року.

## Історія
336-та піхотна дивізія сформована 15 грудня 1940 року в Білефельді у VI-му військовому окрузі під час 14-ї хвилі мобілізації Вермахту.
До весни 1941 року дивізія перебувала на території військового округу, де формувалася, на полігонах поблизу населених пунктів Оснабрюк-Герфорд-Зост. З 28 квітня розпочалася її передислокація до району Шарлеруа-Монс-Бастонь-Намюр-Арлон-Беверло до окупованої Бельгії, та Валансьєнн-Живе на півночі Франції. Окупаційні функції частини дивізії в цьому регіоні виконували до травня 1941 року, після чого були перекинуті на узбережжя Ла-Маншу в район Фекам—Больбек—Етрета—Івето-Арфлер, де займали берегові позиції на випадок відбиття ймовірної висадки морського десанту західних союзників.
У березні 1942 дивізію передислокували до Бретані в район Нант-Маєнн-Лаваль-Ренн-Анже, де вона продовжувала охороняти морське узбережжя окупованої Франції.
7 травня 1942 року з'єднання перекинули залізницею до Харкова, звідкіля вона здійснила марш та зосередилася у районі Чермошне-Нечаївка-Нежеголь-Архангельське-Боткіно-Білянка-Волоконовка-Підгорне. Наприкінці травня 1942 року формування у складі 6-ї армії групи армій «Південь» взяло участь у контрнаступі на Харківському напрямку, билося за Костамарово, Білогір'я, Сергіївка, Николаївка, Ольховатка, де стримувало спроби радянського командування прорвати кільце оточення навколо Барвінкове.
З початком операції «Брауншвейг», літом 1942 дивізія наступала на схід на допоміжному напрямку дій, змагалася з військами Червоної армії за Коротояк, Евдаково, згодом утримувала оборонні позиції на річці Чир. Після масштабного контрнаступу радянських військ під Сталінградом утримувала фронт на зовнішньому кільці оточення 6-ї армії по рубежу Суровикіно, Облівська, Осіновський.
Після розгрому німецьких військ у Сталінградському котлі, відступала на захід, бої під Усть-Бистрянською, Шахтами, Новошахтинськом, Матвієвим Курганом, Лисогоркою, по рубежу річки Міус.
Взимку-весною 1943 оборонні бої у східній Україні, на річці Кринка. Літом дивізія билася за Маріуполь, Ногайськ, Мелітополь. Після розгрому німецьких військ у Північній Таврії, 336-та дивізія відступила до Криму, де перейшла до оборони біля селища Тоганаш. Утримувала позиції по рубежу Армянськ-Буданівка-озеро Сиваш.
У квітні 1944 під ударами Червоної армії відступала до Севастополя, де остаточно була розгромлена у першій декаді травня. Рештки дивізії евакуйовані з півострова морем до Румунії, загалом 366-та піхотна дивізія в період з 1 квітня по 12 травня 1944 року втратила 47 % особового складу.
Особовий склад, що залишив Крим, був спрямований на поповнення 685-го гренадерського полку 294-ї піхотної дивізії, а штаб став основою для формування 237-ї піхотної дивізії.

## Райони бойових дій
- Німеччина (грудень 1940 — березень 1941);
- Бельгія, Франція (березень 1941 — травень 1942);
- Східний фронт (південний напрямок) (травень 1942 — травень 1944).

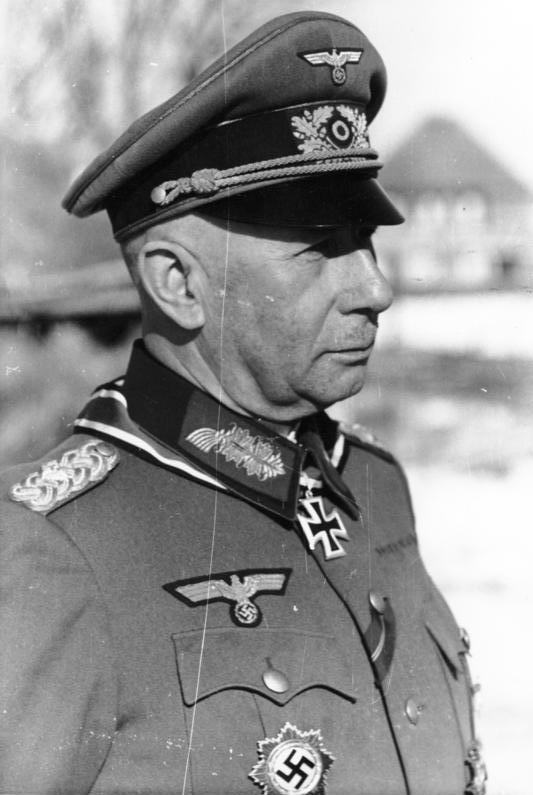
Командир дивізії генерал артилерії Вальтер Люхт. Березень 1943

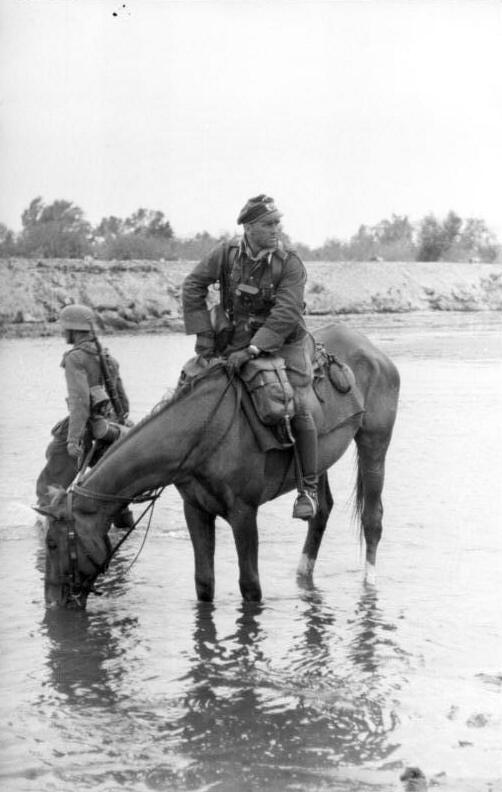
Німецький офіцер-верхівець. Друга битва за Харків. 21 червня 1942

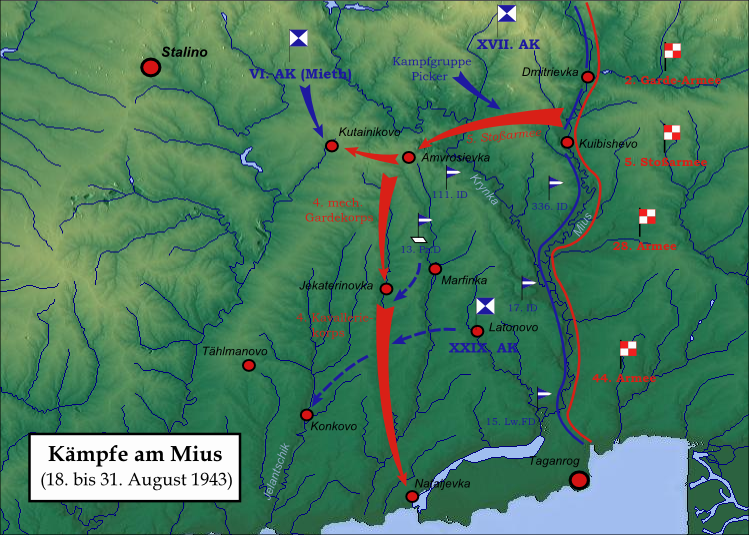
Карта боїв на Міус-фронті

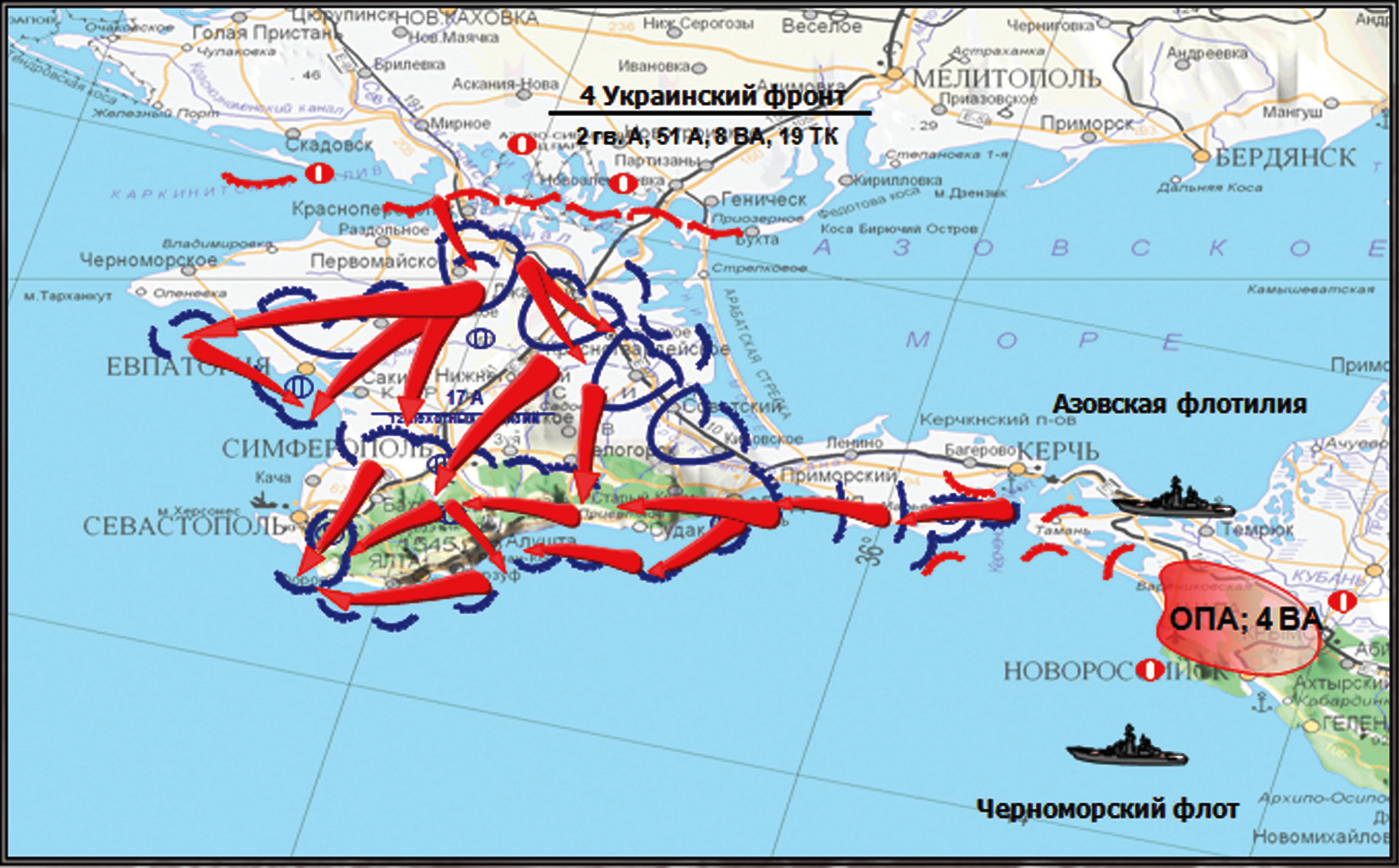
Карта Кримської операції 1944 року

## Командування

### Командири
- генерал-лейтенант Йоганн Йоахім Штефер (нім. Johann Joachim Stever) (15 грудня 1940 — 1 березня 1942);
- генерал артилерії Вальтер Люхт (нім. Walther Lucht) (1 березня 1942 — 22 липня 1943);
- генерал-майор Вільгельм Кунце (нім. Wilhelm Kunze) (22 липня — 8 грудня 1943);
- оберст, з 1 березня 1944 генерал-майор Вольф Гагеман (нім. Wolf Hagemann) (8 грудня 1943 — травень 1944).

### Підпорядкованість
| Час       | Корпус        | Армія                     | Група армій (округ)            | Штаб                   |
| --------- | ------------- | ------------------------- | ------------------------------ | ---------------------- |
| 1940      |               |                           |                                |                        |
| грудень   | VI-й ак       |                           |                                | VI-й військовий округ  |
| 1941      |               |                           |                                |                        |
| січень    | VI-й ак       |                           |                                | VII-й військовий округ |
| 1 травня  | XXXVII-е КОПр | 15-та армія               | Група армій «D»                | Бельгія                |
| 1 червня  | XXXVII-е КОПр | 15-та армія               | Група армій «D»                | Гавр                   |
| 1942      |               |                           |                                |                        |
| 1 січня   | XXXVII-е КОПр | 15-та армія               | Група армій «D»                | Гавр                   |
| 7 травня  | XXV-й ак      | 7-ма армія                | Група армій «D»                | Бретань                |
| 14 травня | XVII-й ак     | 6-та армія                | Група армій «Південь»          | Бєлгород               |
| 1 червня  | VIII-й ак     | 6-та армія                | Група армій «Південь»          | Харків                 |
| 24 червня | XXXX-й тк     | 6-та армія                | Група армій «Південь»          | Розсош                 |
| 4 липня   | XVII-й ак     | 6-та армія                | Група армій «Південь»          | Розсош                 |
| 7 липня   | VIII-й ак     | 6-та армія                | Група армій «Південь»          | Розсош                 |
| 9 липня   | XVII-й ак     | 6-та армія                | Група армій «Південь»          | Розсош                 |
| 21 липня  | XXIX-й ак     |                           | Група армій «B»                | Розсош                 |
| вересень  | XXIV-й тк     | 2-га угорська армія       | Група армій «B»                | Чир                    |
| грудень   | z.Vfg.        | z.Vfg.                    | Група армій «Дон»              | закрут Дону            |
| 1943      |               |                           |                                |                        |
| січень    | Група Мита    | Армійська група «Голлідт» | Група армій «Дон»              | Донець                 |
| березень  | Група Мита    | Армійська група «Голлідт» | Група армій «Південь»          | Міус                   |
| квітень   | XXIX-й ак     | 6-та армія                | Група армій «Південь»          | Міус                   |
| 1 жовтня  | XXXXIV-й ак   | 6-та армія                | Група армій «A»                | Мелітополь             |
| 18 жовтня | XXXXIX-й гк   | 17-та армія               | Група армій «A»                | Крим                   |
| 1944      |               |                           |                                |                        |
| січень    | XXXXIX-й гк   | 17-та армія               | Група армій «A»                | Крим                   |
| 1 лютого  | V-й ак        | 17-та армія               | Група армій «A»                | Крим                   |
| березень  | XXXXIX-й гк   | 17-та армія               | Група армій «A»                | Крим                   |
| квітень   | XXXXIX-й гк   | 17-та армія               | Група армій «Південна Україна» | Севастополь            |

### Склад
| 1940                            | 1942                               | 1943-1944                          |                              |
| ------------------------------- | ---------------------------------- | ---------------------------------- | ---------------------------- |
| 685-й піхотний полк             | 685-й піхотний полк                | 685-й гренадерський полк           |                              |
| 686-й піхотний полк             | 686-й піхотний полк                | 686-й гренадерський полк           |                              |
| 687-й піхотний полк             | 687-й піхотний полк                | 687-й гренадерський полк           |                              |
| 336-й артилерійський полк       |                                    |                                    |                              |
| —                               | 336-й протитанковий дивізіон       | 336-й протитанковий дивізіон       | 336-й протитанковий дивізіон |
| —                               | —                                  | 336-й фузілерний батальйон         |                              |
| 336-й інженерний батальйон      |                                    |                                    |                              |
| 336-та рота зв'язку             | 336-й дивізійний батальйон зв'язку | 336-й дивізійний батальйон зв'язку |                              |
| Допоміжні частини 336-ї дивізії |                                    |                                    |                              |
| —                               | —                                  | 336-й навчально-польовий батальйон |                              |